# سعيد بنسعيد العلوي
سعيد بنسعيد العلوي (مواليد سنة 1946، مكناس) مفكر وأكاديمي وروائي مغربي، حاصل على دكتوراه الدولة في الفلسفة بجامعة محمد الخامس بالرباط. له مجموعة من الدراسات والكتب. عُرف بأبحاثه في مجالات الفكر الإسلامي، والفلسفة السياسية، والتراث، والدولة، كما اتجه  إلى الكتابة الروائية.

## مسيرته
وُلد سعيد بنسعيد العلوي سنة 1946 بمدينة مكناس. حصل على الإجازة في الفلسفة سنة 1968، ثم نال دبلوم الدراسات العليا في التخصص نفسه سنة 1977، قبل أن يُحرز على دكتوراه الدولة سنة 1989. يعمل أستاذًا للتعليم العالي بكلية الآداب والعلوم الإنسانية بجامعة محمد الخامس بالرباط، حيث تخصّص في تدريس الفكر العربي الإسلامي، مع تركيز خاص على علاقاته بالفكر السياسي، والفقه، وقضايا الحداثة.
انصبت أبحاثه على الفكر الأشعري، والإصلاحية الإسلامية، وإشكالات التراث والتحديث، وقدم قراءات معمقة في موضوعات الدولة، والنهضة، والحضارة في السياق العربي الإسلامي.
يتوزع إنتاجه العلمي بين الدراسة الفلسفية، والتحليل التاريخي الاجتماعي، والبحث في الفكر السياسي. ومنذ أوائل السبعينيات، نشر العديد من الدراسات والمقالات في صحف ومجلات متخصصة.
شغل أيضًا منصب الأمين العام المساعد لمركز دراسات الأندلس وحوار الحضارات، وهو عضو بمجلس الأمناء في مؤسسة "مؤمنون بلا حدود للدراسات والأبحاث"..

## التكريم
حظي سعيد بنسعيد العلوي بتكريم خاص خلال الدورة الرابعة والأربعين من موسم أصيلة الثقافي الدولي (2023)، ضمن فعالية "خيمة الإبداع"، اعترافًا بمكانته الفكرية ومساهماته المتعددة في مجالات الفلسفة والفكر السياسي والرواية. وقد نُشرت شهادات ودراسات حول أعماله في كتاب جماعي صدر بالمناسبة.

## أعماله
- دولة الخلافة: دراسة في التفكير السياسي عند الماوردي، الرباط، كلية الآداب والعلوم الإنسانية، 1980، (سلسلة رسائل وأطروحات، رقم 6). الكتاب في الأصل رسالة جامعية لنيل دبلوم الدراسات العليا، أعدها تحت إشراف محمد عابد الجابري ونوقشت بتاريخ 24 – 06 – 1977

- الفقه والسياسة، بيروت، دار الحداثة، 1982

- الإيديولوجيا والحداثة، قراءات في الفكر العربي المعاصر، الدار البيضاء، بيروت، المركز الثقافي العربي، 1987

- الاجتهاد والتحديث: دراسة في أصول الفكر الفلسفي في المغرب، مالطا، مركز دراسات العالم الإسلامي، 1992

- الخطاب الأشعري، بيروت، دار المنتخب العربي، 1992

- الإسلام وأسئلة الحاضـر، الرباط، منشورات الزمن، سلسلة كتاب الجيب

- الوطنية والتحديثية في المغرب: مجموعة دراسات حول الفكر الوطني وسيرورة التحديث في المغرب المعاصر

- الإسلام وأسئلة الحاضـر، 2001

### رويات
- “مسك الليل” (2010).
- ”الخديعة” (2011).
- ”ثورة المريدين” (2016).
- ”سبع ليال وثمانية أيام” (2017).
- «حبس قارة» (2021).[3]

## روابط خارجية
- صفحة سعيد بنسعيد العلوي على موقع goodreads.com